# Mistrzostwa Europy IBSF 2024
Mistrzostwa Europy IBSF 2024 – edycja mistrzostw Europy w bobslejach i skeletonie, która odbyła się w dniach 2–4 lutego 2024 roku w łotewskiej Siguldzie. Ich organizatorem była IBSF. Podczas zawodów rozegranych zostało łącznie pięć konkurencji. Areną zmagań był miejscowy tor bobslejowy. 17 grudnia 2023 w ramach tych samych zawodów odbyła się również konkurencja męskich czwórek bobslejowych w austriackim Innsbrucku.

## Medaliści i medalistki
Bobsleje
| Konkurencja      | Złoto                                                                        | Rezultat | Srebro                                                                       | Rezultat | Brąz                                                                      | Rezultat |
| Dwójki kobiet    | Niemcy Laura Nolte · Neele Schuten                                           | 1:41,53  | Niemcy Kim Kalicki · Anabel Galander                                         | 1:41,82  | Szwajcaria Melanie Hasler · Mara Morell                                   | 1:42,06  |
| Dwójki mężczyzn  | Niemcy Adam Ammour · Issam Ammour                                            | 1:38,22  | Szwajcaria Michael Vogt · Sandro Michel                                      | 1:38,28  | Niemcy Johannes Lochner · Erec Bruckert                                   | 1:38,29  |
| Czwórki mężczyzn | Niemcy Francesco Friedrich · Candy Bauer · Alexander Schüller · Felix Straub | 1:40,89  | Niemcy Johannes Lochner · Erec Bruckert · Joshua Tasche · Georg Fleischhauer | 1:41,03  | Łotwa Emīls Cipulis · Dāvis Spriņģis · Matīss Miknis · Krists Lindenblats | 1:41,35  |
| Monoboby kobiet  | Lisa Buckwitz                                                                | 1:47,46  | Andreea Grecu                                                                | 1:47,73  | Laura Nolte                                                               | 1:47,87  |

Skeleton
| Konkurencja | Złoto         | Rezultat | Srebro       | Rezultat | Brąz            | Rezultat |
| Kobiety     | Kim Meylemans | 1:43,38  | Hannah Neise | 1:43,41  | Amelia Coltman  | 1:43,49  |
| Mężczyźni   | Marcus Wyatt  | 1:41,00  | Matt Weston  | 1:41,16  | Felix Keisinger | 1:41,36  |

## Klasyfikacja medalowa
*   Gospodarz ( Łotwa)
| Miejsce | Reprezentacja   | Złoto | Srebro | Brąz | Razem |
| ------- | --------------- | ----- | ------ | ---- | ----- |
| 1       | Niemcy          | 4     | 3      | 3    | 10    |
| 2       | Wielka Brytania | 1     | 1      | 1    | 3     |
| 3       | Belgia          | 1     | 0      | 0    | 1     |
| 4       | Szwajcaria      | 0     | 1      | 1    | 2     |
| 5       | Rumunia         | 0     | 1      | 0    | 1     |
| 6       | Łotwa*          | 0     | 0      | 1    | 1     |
| Razem   | Razem           | 6     | 6      | 6    | 18    |